# Omar Sy
Omar Sy (Trappes, 1978. január 20. –) César-díjas francia színész.
Leghíresebb alakítása az Életrevalók című filmben volt, amiért megkapta a legjobb színésznek járó César-díjat. Ő volt az első színes bőrű színész, akit kitüntettek ezzel a díjjal.

## Fiatalkora
Nyolc gyermek közül a negyedikként született a francia Île-de-France régióban található Trappes-ban. Mindkét szülője nyugat-afrikai bevándorló. Mauritániai édesanyja, Diaratou takarítóként dolgozott, szenegáli édesapja, Demba Sy pedig egy autóalkatrészgyárban, miután 1962-ben Bakelből Franciaországba költöztek. Omar fuláni származású. Párizs nyugati külvárosában, Trappes-ben, egy alacsony jövedelmű lakóparkban nőtt fel. A család minden második nyáron Szenegálba látogatott. Odahaza pulaarul beszéltek.

## Magánélete
2007. július 5-én Tremblay-sur-Mauldre-ban vette feleségül Hélènét, öt gyermeke édesanyját. Tíz évig voltak együtt, mielőtt összeházasodtak. A család az Île-de-France-i Montfort-l'Amaury községben élt, mielőtt 2012-ben Los Angelesbe költözött. Hélène vezeti a CéKeDuBonheur nevű nonprofit szervezetet, amely a francia kórházak gyermekosztályait támogatja, valamint a Siyah Organics nevű szenyecai-amerikai bioélelmiszer-kiegészítő céget.
Sy muszlim. Az Olympique de Marseille csapatának drukkere.

## Filmográfia

### Film
| Év   | Magyar cím                                               | Eredeti cím                         | Szerep                     | Magyar hang          |
| ---- | -------------------------------------------------------- | ----------------------------------- | -------------------------- | -------------------- |
| 2001 | A pokoli torony balekjai                                 | La Tour Montparnasse Infernale      | taxis                      |                      |
| 2002 | A tökös, a Török, az őr meg a nő                         | Le Boulet                           | Mali srác                  | Bodrogi Attila       |
| 2002 | A tökös, a Török, az őr meg a nő                         | Le Boulet                           | Mali srác                  | Csík Csaba Krisztián |
| 2002 | Asterix és Obelix: A Kleopátra-küldetés (törölt jelenet) | Asterix & Obelix: Mission Cleopatra | festő                      |                      |
| 2002 | Szamurájok                                               | Samourais                           | Tyson                      |                      |
| 2002 | Kretének, de extrémek                                    | The Race                            | ENSZ őrmester              | Bodrogi Attila       |
| 2003 | A cucc                                                   | La Beuze                            | Michel Dembélé             |                      |
| 2004 |                                                          | Le Carton                           | Lorenzo                    |                      |
| 2006 | Volt egyszer egy nyár                                    | Nos jours heureux                   | Joseph                     |                      |
| 2008 | Ketten egyedül Párizsban                                 | Seuls two                           | Sammy Bouglioni            | Láng Balázs          |
| 2009 | Micmacs – (N)Agyban megy a kavarás                       | Micmacs                             | Remington                  | Makranczi Zalán      |
| 2009 | Arthur: Maltazár bosszúja                                | Arthur and the Revenge of Maltazard | Hó (hangja)                |                      |
| 2009 |                                                          | Lascars                             | Narbé (hangja)             |                      |
| 2009 |                                                          | Tellement proches                   | Bruno                      |                      |
| 2009 | Guillaume király                                         | King Guillaume                      | Jean Peter                 |                      |
| 2009 | Szafari                                                  | Safari                              | Youssouf Hammal            | Varga Rókus          |
| 2009 | Különös bevetés                                          | Envoyés très spéciaux               | Jimmy                      | Galambos Péter       |
| 2009 |                                                          | La Loi de Murphy                    | Joachim Ortega atya        |                      |
| 2011 | Reszkess, Monaco!                                        | Les Tuche                           | A szerzetes                |                      |
| 2011 | Életrevalók                                              | The Intouchables                    | Bakary "Driss" Bassari     | Galambos Péter       |
| 2012 | A külváros mélyén                                        | De l'autre côté du périph           | Ousmane Diakhaté           | Kálid Artúr          |
| 2012 | A csodacsapat                                            | Les Seigneurs                       | Wéké N'Dogo                | Kálid Artúr          |
| 2012 | Ki ölte meg újra Pamela Rose-t?                          | Mais qui a retué Pamela Rose?       | Mosby                      | Horváth Illés        |
| 2013 | Tajtékos napok                                           | Mood Indigo                         | Nicolas                    | Galambos Péter       |
| 2014 | Jóemberek                                                | Good People                         | Khan                       | Láng Balázs          |
| 2014 | X-Men: Az eljövendő múlt napjai                          | X-Men: Days of Future Past          | Bishop                     | Varga Rókus          |
| 2014 | Samba                                                    | Samba                               | Samba Cissé                | Galambos Péter       |
| 2014 | Münó, a holdbéli manó                                    | Mune: Guardian of the Moon          | Szolár (hangja)            | Szabó Győző          |
| 2015 | Jurassic World                                           | Jurassic World                      | Barry Sembène              | Galambos Péter       |
| 2015 | Az ételművész                                            | Burnt                               | Michel                     | Barabás Kiss Zoltán  |
| 2016 | Csokoládé                                                | Chocolat                            | Csokoládé bohóc            | Galambos Péter       |
| 2016 | Inferno                                                  | Inferno                             | Christoph Bouchard         | Galambos Péter       |
| 2016 | Derült égből apu                                         | Demain tout commence                | Samuel                     | Galambos Péter       |
| 2017 | Doktor Knock                                             | Knock                               | Knock                      | Galambos Péter       |
| 2017 | Transformers: Az utolsó lovag                            | Transformers: The Last Knight       | Nagyágyú (hangja)          | Schnell Ádám         |
| 2018 | A belleville-i zsaru                                     | Le Flic de Belleville               | Sebastian 'Baaba' Bouchard | Galambos Péter       |
| 2019 | Sarkvidéki akció                                         | Arctic Dogs                         | Leopold (hangja)           | Varga Rókus          |
| 2019 | Baljós hullámok                                          | The Wolf's Call                     | D'Orsi parancsnok          | Galambos Péter       |
| 2020 | A vadon hívó szava                                       | The Call of the Wild                | Perrault                   | Debreczeny Csaba     |
| 2020 | Az elfeledett herceg                                     | Le prince oublié                    | Le père / Herceg           | Galambos Péter       |
| 2022 | A leszámolás                                             | The Takedown                        | Ousmane Diakhité           | Nagy Ervin           |
| 2022 | Jurassic World: Világuralom                              | Jurassic World: Dominion            | Barry Sembène              | Galambos Péter       |
| 2023 | Csodák könyve                                            | The Book of Clarence                | Barabbas                   | Galambos Péter       |
| 2024 |                                                          | The Killer                          | Sey                        |                      |
| 2025 | Árnyékosztag                                             | Shadow Force                        | Issac Sarr                 | Galambos Péter       |

### Televízió
| Év        | Cím               | Szerep        | Megjegyzések                            |
| --------- | ----------------- | ------------- | --------------------------------------- |
| 2010–2012 | SAV des émissions | több szereplő | 4 epizód                                |
| 2011–2012 | Fish'n Chips      | Hal (hangja)  | 52 epizód                               |
| 2021–     | Lupin             | Assane        | - főszereplő - magyar hangja Nagy Ervin |

## Fontosabb díjak és jelölések
César-díj

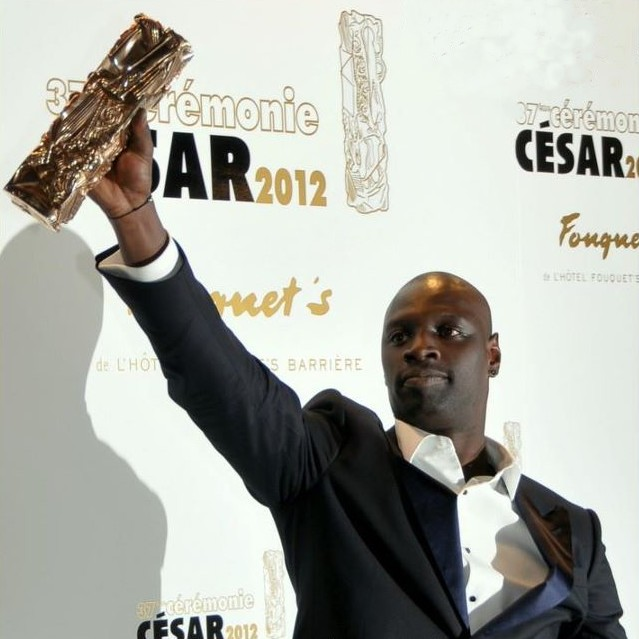
2012-ben elnyerte a legjobb színésznek járó César-díjat a 37. César-díjátadón az Életrevalók című filmért

- 2017 jelölés: legjobb színész (Csokoládé)
- 2011 díj: legjobb színész (Életrevalók)

Európai Filmdíj
- 2012 jelölés: legjobb színész (Életrevalók)

Globes de Cristal Awards
- 2017 díj: legjobb színész (Csokoládé)
- 2012 díj: legjobb színész (Életrevalók)

Lumiere-díj
- 2017 jelölés: legjobb színész (Csokoládé)
- 2012 díj: legjobb színész (Életrevalók)

NRJ Ciné-díj
- díj: legjobb ifjú tehetség (Nos jours heureux)

Satellite Award
- 2012 jelölés: legjobb színész (Életrevalók)

Tokiói Nemzetközi Filmfesztivál
- jelölés: jelölés: legjobb színész (Életrevalók)

Étoiles d'Or
- díj: legjobb férfi felfedezett (Életrevalók)

Santa Barbara International Film Festival
2013 díj: Virtuoso Award (Életrevalók)

## Fordítás
Ez a szócikk részben vagy egészben  az   Omar Sy című angol Wikipédia-szócikk ezen változatának fordításán alapul.  Az eredeti cikk szerkesztőit annak laptörténete sorolja fel. Ez a jelzés csupán a megfogalmazás eredetét és a szerzői jogokat jelzi, nem szolgál a cikkben szereplő információk forrásmegjelöléseként.